# John Henry Whitley

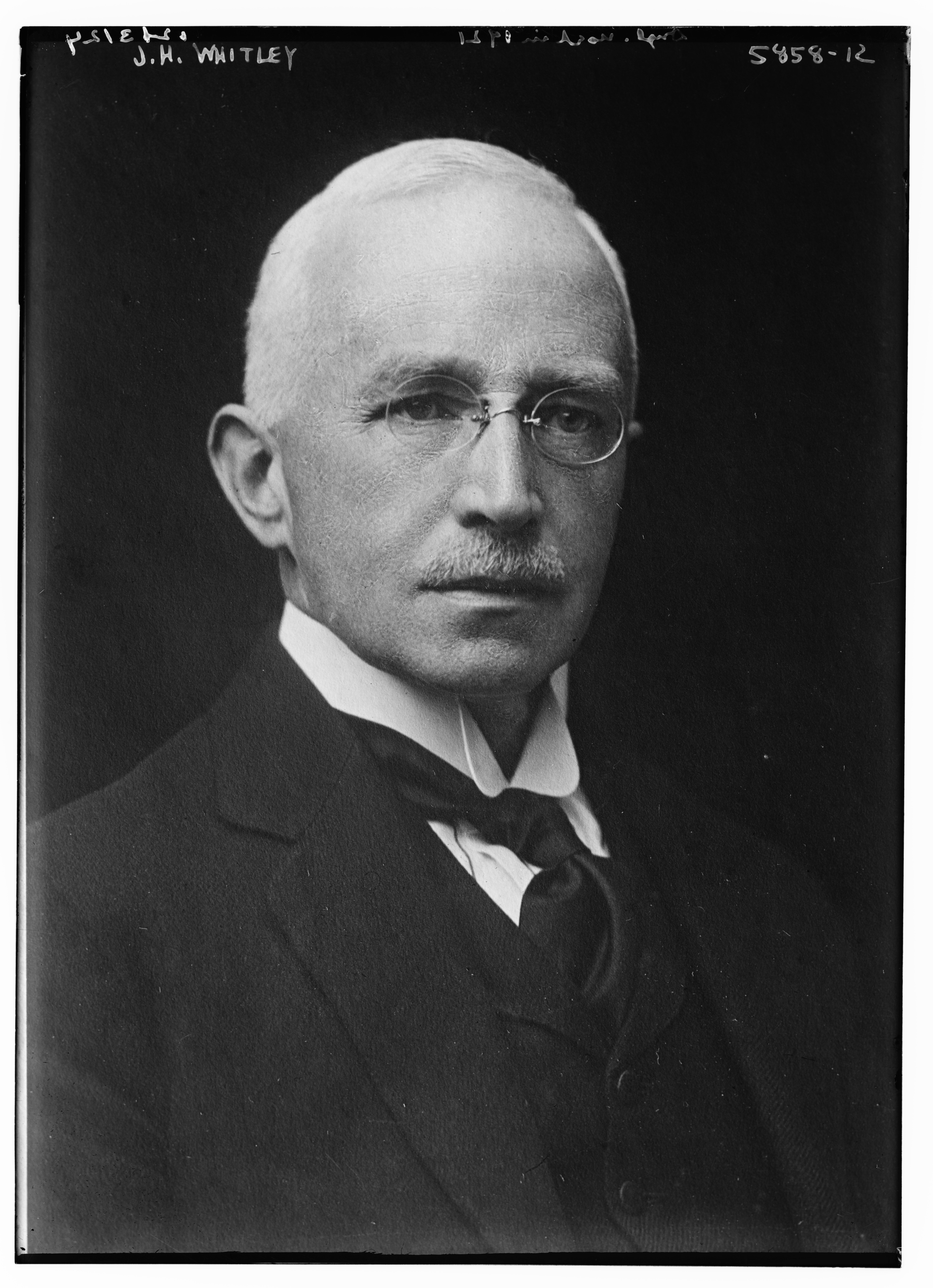
John Henry Whitley (1866–1935)

John Henry Whitley (* 1866 in Halifax (West Yorkshire); † 1935) war ein britischer Politiker der Liberal Party, Sprecher des Unterhauses (House of Commons) sowie Vorsitzender der BBC.

## Familie und berufliche Laufbahn
Der Sohn eines Webereibesitzers und Herstellers von Kardiermaschinen, der 1876 bis 1877 auch Bürgermeister von Halifax war, trat nach der Schulausbildung in die Spinnerei seines Onkels ein.

## Politische Laufbahn
Whitley begann seine politische Laufbahn 1900 mit der Wahl zum Abgeordneten des Unterhauses (House of Commons). Dort vertrat er bis zu seinem Rücktritt 1928 die Interessen der Liberal Party des Wahlkreises Halifax.
Von 1907 bis 1910 war er Junior Lord of the Treasury in den liberalen Regierungen der Premierminister Henry Campbell-Bannerman und Herbert Henry Asquith. 1911 wurde er zum Mitglied des Privy Council (PC) berufen. Später wurde er Stellvertretender Sprecher des Unterhauses.
Während des Ersten Weltkrieges wurde er 1917 Vorsitzender eines Komitees zur Bewertung der aufsteigenden Gewerkschaftsbewegungen. Daraus entstand der Vorschlag der Einrichtung von formellen Treffen zwischen Arbeitern und Arbeitgebern, die zur damaligen Zeit Whitley Councils genannt wurden. Der Nationale Whitney Council ist unter anderem noch heute für die Festlegung der Gehälter im National Health Service (NHS) zuständig.
1921 wurde er als Nachfolger von James William Lowther zum Sprecher (Speaker) des House of Commons ernannt. Dieses Amt übte er bis zu seinem Rücktritt aus gesundheitlichen Gründen im Jahr 1928 aus. Nachfolger als Speaker wurde Edward FitzRoy. Im Anschluss daran lehnte Whitley die ihm durch König Georg V. angebotene Peerwürde ab und brach damit die seit 1789 bestehende Tradition, dass bisherige Speaker in den erblichen Adel berufen wurden.

## Armutsbericht über Indien und Vorsitzender der BBC
Nach seinem Ausscheiden aus dem Unterhaus blieb er gleichwohl politisch aktiv und wurde zunächst Vorsitzender der Königlichen Kommission für Arbeit in Indien, die 1931 einen Bericht abgab. Dieser Bericht fand weite Beachtung, weil er weitgehend mit der Kritik von Mahatma Gandhi und anderen übereinstimmte, dass die sozialen und industriellen Probleme Indiens durch die vorherrschende Armut begründet seien. Der Bericht kritisierte auch die Rolle der britischen Arbeitgeber, die diese Probleme aufrecht hielten. Die ihm durch König Georg V. für diesen Bericht angebotene Ritterwürde des Order of the Star of India lehnte er ebenso ab wie drei Jahre zuvor die Peerwürde.
Seine Freundschaft zum Mitgründer der BBC, John Reith, führte 1931 zu seiner Berufung zum Vorsitzenden der BBC. Unter seinem Vorsitz begannen 1932 die ersten regelmäßigen Kurzwellensendungen, die bald darauf im BBC World Service erfolgten. Das Amt des Vorsitzenden der BBC übte er bis zu seinem Tod aus.
Sein Sohn Oliver Whitley wurde später Direktor bei der BBC.

## Auszeichnungen
1928 wurde ihm von der University of Leeds der Ehrendoktortitel der Rechtswissenschaften (LLD) verliehen.